# بایوو (سرزمین آلتای)
بایوو (به لاتین: Bayevo) یک منطقهٔ مسکونی در روسیه است که در سرزمین آلتای واقع شده‌است.